# ليلة الجمعة (فلم)
فيلم ليلة الجمعة 1945 من أخراج كمال سليم وبطولة أنور وجدي، إبراهيم حمودة، تحية كاريوكا، بشارة واكيم، أميرة أمير، ماري منيب، عبد الفتاح القصري، إسماعيل ياسين، ثريا حلمي وغيرهم.

## وصلات خارجية
- مقالات تستعمل روابط فنية بلا صلة مع ويكي بيانات